# Donald Reignoux
Donald Reignoux, né le 20 mai 1982 à Courbevoie, dans les Hauts-de-Seine, est un acteur et directeur artistique français.
Spécialisé dans le doublage, il est la voix française régulière de Jesse Eisenberg, Paul Dano, Jay Baruchel, Adam Brody, Jamie Bell, Jonah Hill, Chase Stokes et Andrew Garfield, ainsi qu'entre autres une des voix de Joseph Gordon-Levitt, Michael Welch et Casey Affleck.
Il est également connu pour son travail dans l'animation, prêtant notamment sa voix à Titeuf et Hugo dans la série d'animation homonyme adaptée de la bande dessinée, ou encore à Harold dans la trilogie des films d'animation Dragons. Il est aussi très présent dans des productions Disney, doublant notamment Robin Trépide dans Kim Possible, Phinéas dans Phinéas et Ferb, Kristoff dans La Reine des neiges et sa suite ou encore Loulou dans Couacs en vrac et le reboot de La Bande à Picsou.
Dans le domaine du jeu vidéo, il est singulièrement connu pour avoir prêté sa voix à Sora dans les deux premiers Kingdom Hearts. Mais il est aussi la voix de nombreux autres personnages, dont celle de Delsin Rowe dans Infamous: Second Son, de Spider-Man dans Marvel's Spider-Man, Marvel's Spider-Man: Miles Morales, et Marvel's Spider-Man 2, de Lúcio dans Overwatch, ou aussi, celle de Travis, l'animateur radio de Diamond City dans Fallout 4 ou encore, celle de Connor dans Detroit: Become Human.
Il est aussi directeur artistique de temps à autre sur différents médias. Depuis 2004, il est l'une des voix off de la radio NRJ.
Ami avec Alexis Tomassian, acteur également actif dans le doublage,, ils ont pratiqué ensemble le stunt (acrobaties de moto) jusqu'au début des années 2000.

## Biographie

### Jeunesse et formation
Donald Reignoux, selon son profil sur Copains d'avant, a étudié à l'école Turpault à Bois-d'Arcy entre 1988 et 1993, puis au collège Mozart dans la même ville, entre 1994 et 1996.

### Doublage

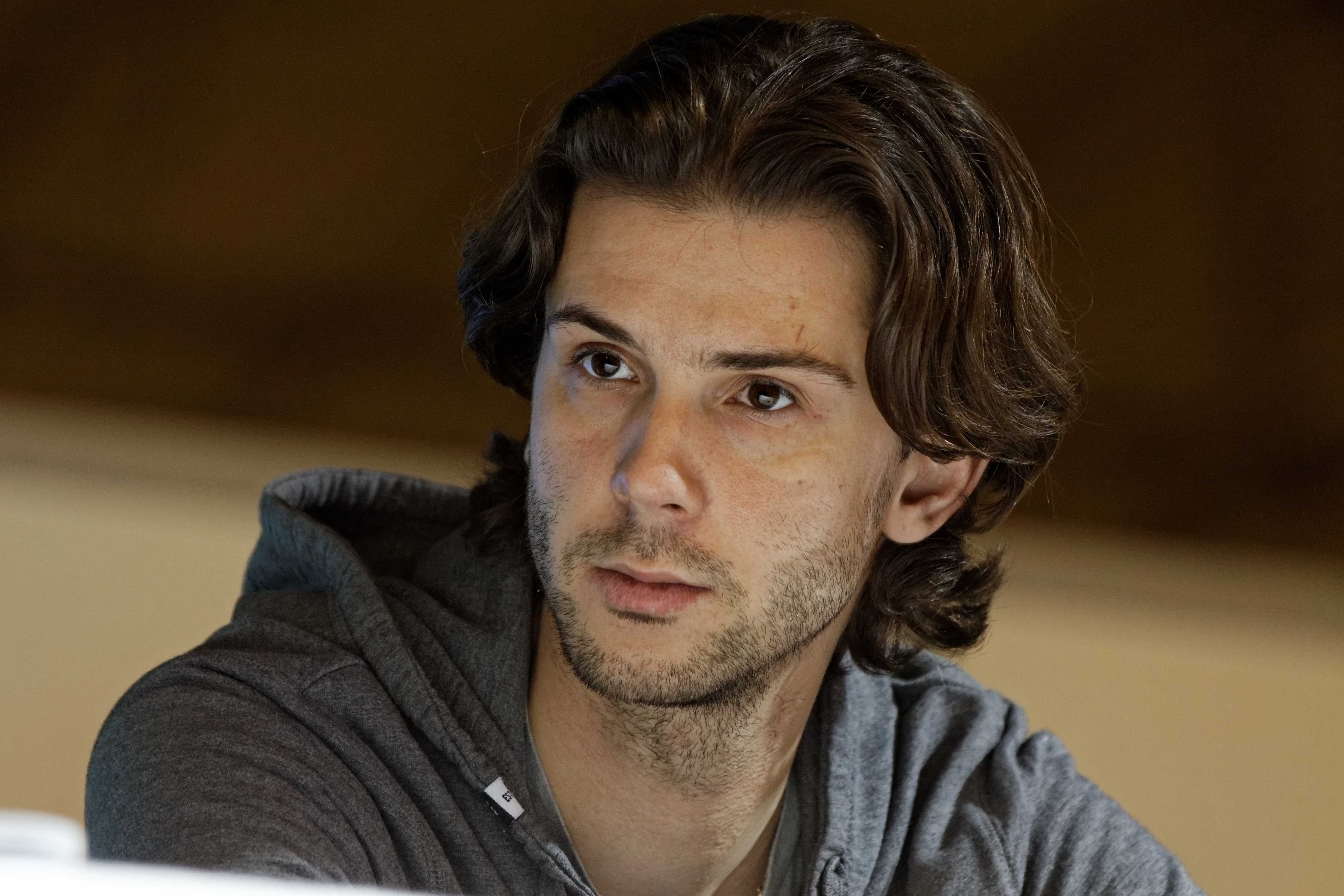
Donald Reignoux.

Il débute dans le doublage à l'âge de 10 ans, en 1992, repéré par la comédienne et chanteuse Claude Lombard. « J'ai vraiment commencé par les plus petits rôles qui existent. Mais c'est pareil pour tous les comédiens qui commencent par faire du doublage. C'était mes premiers pas là-dedans », explique-t-il. Il déclare ensuite avoir continué à doubler des téléfilms pendant trois à quatre années, avant de poursuivre le doublage régulièrement à l'âge de 16 ans.
Entre 1998 et 2000, il prête sa voix à T. J. Detweiler dans La Cour de récré et aux personnages de Tai Kamiya et Wormmon dans les deux premières saisons de l'anime japonais Digimon Adventure et Digimon Adventure 02. Également, de 1998 à 2016, il prête sa voix au personnage Shinji Ikari dans Neon Genesis Evangelion (série et films).
En 2001, il devient la voix des personnages Titeuf et Hugo dans la série éponyme adaptée de la bande dessinée. Il est aussi une voix régulière des productions Disney et la voix de Robin alias Nightwing dans les différents formats de l'univers Batman.
En 2004, il est choisi pour être la deuxième voix off de la radio NRJ en duo avec Richard Darbois.
En 2010, il prête sa voix à Harold, fils du chef viking d'un village du nom de Berk, dans le film d'animation Dragons. Quatre ans après, il prête à nouveau sa voix pour le deuxième volet et pour le troisième volet sorti en 2019.
Aussi, outre son parcours dans l'animation, il est notamment la voix française régulière de nombreux acteurs tels que Jesse Eisenberg, Paul Dano, Jay Baruchel, Jonah Hill, Adam Brody et Andrew Garfield ainsi qu'entre autres une des voix récurrente de Channing Tatum, Joseph Gordon-Levitt, Jamie Bell. Il a aussi été une des voix d'Anton Yelchin, décédé en 2016.
En 2025, il réintègre la licence Dragons, en étant la voix française de l'acteur Peter Serafinowicz qui joue le rôle de Mastok Jorgenson dans la version en prise de vue réel du film Dragons.

### Jeux vidéo
Donald Reignoux est passionné de jeux vidéo en tant que joueur régulier depuis 1989, mais également en tant que comédien de doublage.
En 2002, il incarne la voix du personnage Sora dans le jeu vidéo Kingdom Hearts et sa suite et à l'exception du troisième volet qui ne sera jamais doublé en français.
En octobre 2017, EA Games annonce le casting du jeu vidéo Need for Speed Payback, dans lequel il est choisi pour doubler Tyler, le personnage principal. En fin de cette même année, il est l'une des voix off aux Gameblog Awards 2017.
En janvier 2018, il anime trois émissions sur la chaîne ES1, consacré à l'e-sport, créée par Bertrand Amar. En septembre de la même année, il fait la voix off de trois émissions, pour lesquelles il explique les règles (Masterkill, Qui est le fautif ? ou Royal Rumble) pour le streamer et youtubeur français Gotaga. Puis au cours de ce même mois, il crée sa propre chaîne Twitch et à partir de décembre 2018, il anime des parties de jeu vidéo aux côtés de comédiens de doublage ayant participé au jeu proposé durant l'émission, baptisé Stream VF. Pour la deuxième saison, l'émission est diffusée sur la chaine LeStream. Les replays de ses émissions sont également disponibles sur sa chaîne YouTube. Depuis janvier 2019, il anime également CTCR sur la JVTV de Jeuxvideo.com, puis sur LeStream à la suite de la fusion entre les deux web-TV appartenant à Webedia, en remplacement de Ken Bogard.
En octobre 2020, avec la pandémie de Covid-19, Donald Reignoux explique : « les comédiens de doublage ont subi deux fois le confinement. Ce sont surtout les séries qui nous font vivre, car ce sont des collaborations plus régulières, il y a plus de travail. Or beaucoup ont vu leur tournage ou leur production arrêté au printemps. C'est compliqué, il faut s'attendre à une période creuse pour les deux, trois prochains mois ».

### Autres
À la fin des années 1990, Donald se consacre à des activités de cascadeur et de pilote dans le milieu du stunt (acrobaties de moto), sous le pseudonyme de Donatello. À cette période, il conçoit une page Internet personnelle appelée « Roue2ouf », nom de son équipe de stunt, avec son coéquipier Alexis Tomassian. Il explique notamment avoir subi plusieurs opérations chirurgicales à la suite d'accidents qui ne l'empêcheront pas de remonter sur sa moto. En septembre 2003, il décide d'arrêter définitivement le stunt à la suite d'un accident bien plus grave et de s'orienter vers les courses automobiles,.

## Théâtre
- 1993 : Un jour la Terre (comédie musicale au théâtre de Villepreux)
- Octobre-novembre 2010 : Carton rouge pour papa de Gérard Ejnès : Robin (au Théâtre Le Méry)

## Filmographie partielle
- Confessions sur canapé (Canal+ / Kabo Productions)
- Ricao Marino (M6)
- Spot TV pour la prévention contre le Sida (Pink TV)

### Courts métrages
- 2001 : Bourgogne Blues (2nd-impact)
- 2013 : Quarante de Nicolas Koretzky et Hervé Rey : l'invité
- 2017 : Super-Vieillot de Jordan Inconstant : Spider-Man (voix)
- 2021 : La Troupe en folie : Donald Reignoux dans Élysée Academy (2nd-impact)

### Séries télévisées
- 2007 : Confidences de Laurent Dussaux (mini-série)

### Émissions
- 2016 : Le Mad Mag : invité (saison 6, émission 62 avec Emmanuel Levy et Alain Dorval)
- depuis 2018 : sTrEAM VF : le présentateur (Twitch)

## Doublage
Note : Les dates en italique correspondent aux sorties initiales des films dont Donald Reignoux a assuré le redoublage ou le doublage tardif.

### Cinéma

#### Films
- Jesse Eisenberg dans (18 films) :
  - Charlie Banks (2006[n 1]) : Charlie Banks
  - Adventureland : Un job d'été à éviter (2009) : James
  - Bienvenue à Zombieland (2009) : Columbus
  - The Social Network (2010) : Mark Zuckerberg
  - 30 minutes maximum (2011) : Nick, le livreur de pizza
  - To Rome with Love (2012) : Jack
  - Insaisissables (2013) : Daniel Atlas
  - The End of the Tour (2015) : David Lipsky
  - American Ultra (2015) : Mike Howell
  - Batman v Superman : L'Aube de la justice (2016) : Lex Luthor
  - Café Society (2016) : Bobby Dorfman
  - Insaisissables 2 (2016) : Daniel Atlas
  - Justice League (2017) : Lex Luthor (caméo, scène post-générique)
  - Retour à Zombieland (2019) : Columbus
  - The Art of Self-Defense (2019) : Casey
  - Resistance (2020) : Marcel Marceau
  - Zack Snyder's Justice League (2021) : Lex Luthor
  - A Real Pain (2024) : David Kaplan
- Paul Dano dans (16 films) :
  - Taking Lives, destins violés (2004) : Martin
  - There Will Be Blood (2007) : Paul Sunday / Eli Sunday
  - Max et les Maximonstres (2009) : Alexander
  - The Good Heart (2010) : Lucas
  - Cowboys et Envahisseurs (2011) : Percy
  - Monsieur Flynn (2012) : Nick Flynn
  - Looper (2012) : Seth
  - Prisoners (2013) : Alex Jones
  - Twelve Years a Slave (2014) : John Tibeats
  - Love and Mercy (2015) : Brian Wilson
  - Okja (2017) : Jay
  - The Guilty (2021) : Matthew Fontenot (voix)
  - The Batman (2022) : Edward Nashton / le Riddler
  - The Fabelmans (2022) : Burt Fabelman
  - Dumb Money (2023) : Keith « Roaring Kitty » Gill
  - Spaceman (2024) : Hanuš (voix)
- Adam Brody dans (12 films) :
  - American Pie 2 (2001) : l'étudiant de l'école secondaire
  - In the Land of Women (2006) : Webb
  - Smiley Face (2008) : le dealer
  - Jennifer's Body (2009) : Nikolai Wolf
  - Top Cops (2011) : Barry Mangold
  - Les Meilleurs Amis (2011) : Jake
  - Welcome to the Jungle (2013) : Chris
  - Shazam! (2019) : la forme super-héroïque de Freddy
  - Wedding Nightmare (2019) : Daniel Le Domas
  - Promising Young Woman (2020) : Jerry
  - Shazam! La Rage des Dieux (2023) : la forme super-héroïque de Freddy
  - Fiction à l'américaine (2023) : Wiley
- Andrew Garfield dans (11 films) :
  - Lions et Agneaux (2007) : Todd Hayes
  - The Amazing Spider-Man (2012) : Peter Parker / Spider-Man
  - The Amazing Spider-Man : Le Destin d'un héros (2014) : Peter Parker / Spider-Man
  - Tu ne tueras point (2016) : Desmond T. Doss
  - Silence (2016) : le père Sebastião Rodrigues
  - Breathe (2017) : Robin Cavendish
  - Mainstream (2020) : Link
  - Tick, Tick... Boom! (2021) : Jonathan Larson
  - Dans les yeux de Tammy Faye (2021) : Jim Bakker (en)
  - Spider-Man: No Way Home (2021) : Peter Parker / Spider-Man (univers alternatif)
  - L'Amour au présent (2024) : Tobias Durand
- Jamie Bell dans (10 films) :
  - Nicholas Nickleby (2002[n 2]) : Smike
  - Jumper (2008) : Griffin
  - Retreat (2011[n 1]) : Jack
  - Dos au mur (2012) : Joey Cassidy
  - Les Quatre Fantastiques (2015) : Benjamin Grimm / La Chose
  - 6 Days (2017) : Rusty Firmin
  - Film Stars Don't Die in Liverpool (2017) : Peter Turner
  - Rocketman (2019) : Bernie Taupin
  - Sans aucun remords (2021) : Robert Ritter
  - Sans jamais nous connaître (2023) : le père d'Adam
- Joseph Gordon-Levitt dans (9 films) :
  - (500) jours ensemble (2009) : Tom Hansen
  - 50/50 (2011) : Adam
  - Hesher (2012) : Hesher
  - Lincoln (2013) : Robert Todd Lincoln
  - The Walk : Rêver plus haut (2015) : Philippe Petit
  - The Night Before: Secret Party (2015) : Ethan
  - Les Sept de Chicago (2020) : Richard Schultz
  - Le Flic de Beverly Hills : Axel F. (2024) : le lieutenant Bobby Abbott
  - Killer Heat (2024) : Nick Bali
- Jay Baruchel dans (8 films) :
  - Tonnerre sous les tropiques (2008) : Kevin Sandusky
  - L'Apprenti sorcier (2010) : Dave Stutler
  - Trop belle ! (2010) : Kirk
  - Art of the Steal (2013[n 3]) : Francie Tobin
  - RoboCop (2014) : Pope
  - Goon: Last of the Enforcers (2017) : Pat
  - BlackBerry (2023) : Mike Lazaridis
  - Humanité (2024) : Charles York
- Channing Tatum dans (7 films) :
  - Sexy Dance (2006) : Tyler Gage
  - Sexy Dance 2 (2008) : Tyler Gage
  - Fighting (2009) : Shawn Mc Arthur
  - Public Enemies (2009) : Pretty Boy Floyd
  - G.I. Joe : Le Réveil du Cobra (2009) : Conrad « Duke » Hauser
  - Cher John (2010) : John Tyree
  - G.I. Joe : Conspiration (2013) : Conrad « Duke » Hauser
- Jonah Hill dans (7 films) :
  - SuperGrave (2007) : Seth
  - Walk Hard: The Dewey Cox Story (2007) : Nate plus âgé
  - Le Stratège (2011) : Peter Brand
  - 21 Jump Street (2012) : Morton Schmidt
  - Voisins du troisième type (2012) : Franklin
  - C'est la fin (2013) : Jonah Hill[n 4]
  - 22 Jump Street (2014) : Morton Schmidt
- Michael Welch dans (7 films) :
  - Twilight, chapitre I : Fascination (2008) : Mike Newton
  - Twilight, chapitre II : Tentation (2009) : Mike Newton
  - Twilight, chapitre III : Hésitation (2010) : Mike Newton
  - Twilight, chapitre IV : Révélation, partie 1 (2011) : Mike Newton
  - Infection (pt) (2013) : Howard
  - Un tueur parmi nous (2016) : Jury
  - Hot Seat (2022) : Enzo
- Casey Affleck dans (7 films) :
  - The Killer Inside Me (2011) : Lou Ford
  - Le Casse de Central Park (2012) : Charlie
  - Interstellar (2014) : Tom Cooper
  - The Old Man and the Gun (2018) : John Hunt
  - Every Breath You Take (2021) : Phillip Clark
  - Oppenheimer (2023) : Boris Pash
  - The Instigators (2024) : Cobby
- Anton Yelchin (*1989 - 2016) dans (6 films) :
  - Charlie Bartlett (2008) : Charlie Bartlett
  - Terminator Renaissance (2009) : Kyle Reese
  - New York, I Love You (2009) : Kane
  - Le Complexe du castor (2011) : Porter Black
  - Fright Night (2011) : Charley Brewster
  - La Sentinelle (2014) : Milton Schultz
- Clark Duke dans (5 films) :
  - Kick-Ass (2010) : Marty
  - A.C.O.D. (2013) : Trey[n 5]
  - Kick-Ass 2 (2013) : Marty
  - Le Spa à remonter dans le temps 2 (2015) : Jacob Dorchen[n 5]
  - Arkansas (2020) : Swin
- Spike Jonze dans (4 films) :
  - Jackass: Number Two (2006) : Spike Jonze
  - Jackass 3 (2010) : Spike Jonze
  - Jackass Forever (2022) : Spike Jonze
  - Jackass 4.5 (2022) : Spike Jonze
- James Ransone dans (4 films) :
  - Un flic pour cible (2011) : l'officier Thomas Prudenti[n 5]
  - Sinister (2012) : le marshall So and So
  - Anarchy: Ride or Die (2014) : Philario[n 5])
  - Sinister 2 (2015) : le marshall So and So
- Jack O'Connell dans (4 films) :
  - Les Poings contre les murs (2013) : Eric
  - 300 : La Naissance d'un empire (2014) : Calisto
  - Ferrari (2023) : Peter Collins
  - Sinners (2025) : Remmick
- Fabian Buch (de) dans (4 films) :
  - Bibi et Tina, le film (2014) : Roger Martin
  - Bibi et Tina : Complètement ensorcelée ! (2014) : Roger Martin
  - Bibi et Tina : Filles contre garçons (2016) : Roger Martin
  - Bibi et Tina : Quel tohubohu ! (2017) : Roger Martin
- Michael Angarano dans :
  - La Gardienne des secrets (2001) : Philip Lenox
  - Joker (2015) : Cyrus Kinnick
  - The Prison Experiment - L'Expérience de Stanford (2015) : Christopher Archer
- Eddie Redmayne dans :
  - Raisons d'État (2006) : Eward Wilson, Jr.
  - Points de rupture (2009) : Qwerty Doolittle
  - Jupiter : Le Destin de l'univers (2015) : Balem Abrasax
- Justin Timberlake dans :
  - Black Snake Moan (2007) : Ronnie
  - Love Gourou (2008) : Jacques Grande
  - Popstar : Célèbre à tout prix (2016) : Tyrus Quash
- Caleb Landry Jones dans :
  - Le Dernier Exorcisme (2010) : Caleb Sweetzer
  - War on Everyone : Au-dessus des lois (2016) : Russell Birdwell
  - DogMan (2023) : Douglas Munrow
- Miles Teller dans :
  - Footloose (2011) : Willard Hewitt
  - Projet X (2012) : Miles
  - Top Gun : Maverick (2022) : le lieutenant de vaisseau Bradley « Rooster » Bradshaw
- Jim Sturgess dans :
  - Upside Down (2012) : Adam
  - Cloud Atlas (2013) : Adam, Hae-Joo Chang et Highlander
  - The Best Offer (2014) : Robert
- Shiloh Fernandez dans :
  - Evil Dead (2013) : David
  - Escapade fatale (2016) : Richard
  - The Birthday Cake (2021) : Giovanni
- Bug Hall dans :
  - Les Chenapans (1994) : Alfalfa
  - Chérie, nous avons été rétrécis (1997) : Adam Szalinski
- Lucas Black dans :
  - La Tête dans le carton à chapeaux (1999) : Peter Joseph « Peejoe » Bullis
  - De si jolis chevaux (2000) : Jimmy Blevins
- Kieran Culkin dans :
  - Igby (2002) : Igby
  - No Sudden Move (2021) : Charley
- Frankie Muniz dans :
  - Cody Banks, agent secret (2003) : Cody Banks
  - Cody Banks, agent secret 2 : Destination Londres (2004) : Cody Banks
- Todd Giebenhain dans :
  - Amours troubles (2003) : le jeune leader
  - Wrong (2012) : le livreur de pizza
- Chris Marquette dans :
  - Alpha Dog (2006) : Keith Stratten
  - Bad Country (2013) : Fitch
- Adam Herschman dans :
  - Admis à tout prix (2006) : Glen
  - Nurse 3-D (2013) : Jared
- Sean Faris dans :
  - Never Back Down (2008) : Jake Tyler
  - Forever Strong (2008) : Rick Penning
- Thomas Mann dans :
  - Sublimes Créatures (2013) : Wesley Jefferson « Link » Lincoln
  - Quand le destin s'en mêle (2022) : Griffin Reed
- Alexander Ludwig dans :
  - Du sang et des larmes (2014) : le quartier maître Shane Patton
  - Night Teeth (2021) : Rocko
- Edward Holcroft dans :
  - Kingsman : Services secrets (2015) : Charles « Charlie » Hesketh
  - Kingsman : Le Cercle d'or (2017) : Charles « Charlie » Hesketh
- Colson « Machine Gun Kelly » Baker dans :
  - Nerve (2016) : Ty
  - The Dirt (2019) : Tommy Lee
- Thomas Middleditch dans :
  - L.A. Rush (2017) : John
  -  Tag : Une règle, zéro limite (2018) : Dave
- Blake Anderson (en) dans :
  - Game Over, Man! (2018) : Joel
  - Gangsters par alliance (2023) : RJ
- Jaime Lorente dans :
  - Tu emmènerais qui sur une île déserte ? (es) (2019) : Marcos
  - Tin & Tina (2023) : Adolfo
- 1944[n 6] : La Paloma : Karl (Helmut Käutner)
- 1965[26] : Les Prairies de l'honneur : Boy Anderson (Phillip Alford)
- 1971 : Charlie et la Chocolaterie : Charlie Bucket (Peter Ostrum) (dialogues, 2e doublage)
- 1982[n 7] : Ça chauffe au lycée Ridgemont : Jeff Spicoli (Sean Penn)
- 1992 : Singles : Steve, 10 ans (Christopher Masterson)
- 1993 : Piège en eaux troubles : un enfant [Qui ?]
- 1995 : Braveheart : William Wallace jeune (James Robinson)
- 1996 : La Rançon : Sean Mullen (Brawley Nolte)
- 1996 : Candyman 2 : Matthew Ellis (Joshua Gibran Mayweather)
- 1996 : L'Île au trésor des Muppets : Jim Hawkins (Kevin Bishop)
- 1996 : Pinocchio : Pinocchio (Jonathan Taylor Thomas)
- 1996 : Sleepers : John Reilly jeune (Geoffrey Wigdor)
- 1997 : Le Fan : Sean Rayburn (Brandon Hammond (en))
- 1997 : Air Bud : Buddy star des paniers : Josh (Kevin Zegers)
- 1997 : Le Petit Monde des Borrowers : Peagreen Clock (Tom Felton)
- 1997 : Mister Bean : Kevin Langley (Andrew Lawrence)
- 1997 : Magic Warriors : Ryan Jeffers (Mario Yedidia)
- 1998 : Rushmore : Max Fischer (Jason Schwartzman)
- 1998 : Ma meilleure ennemie : Brad Kovitsky (Jason Maves)
- 1998 : The Truman Show : Truman Burbank, enfant (Blair Slater)
- 1998 : Madeline : Pépito, le fils de l'ambassadeur d'Espagne (Kristian de la Osa)
- 1999 : Sleepy Hollow : Masbath jeune (Marc Pickering)
- 1999 : Jack Frost : Charlie Frost (Joseph Cross)
- 2000 : Liées par le secret : Pete (Ryan Clark (en))
- 2000 : The Patriot : Le Chemin de la liberté : Thomas Martin (Gregory Smith)
- 2000 : High Fidelity : Vince (Chris Rehmann)
- 2001 : Destination Londres : Dylan (Eric Jungmann (en))
- 2001 : Bubble Boy : Jimmy Livingston (Jake Gyllenhaal)
- 2001 : Shaolin Soccer : Jambe crochet (Lam Chi-sing)
- 2001 : Wet Hot American Summer : Arty « The Beekeeper » Solomon (Liam Norton)
- 2001 : Princesse malgré elle : Josh Bryant (Erik von Detten)
- 2002 : Hyper Noël : Bernard, l'elfe (David Krumholtz)
- 2002 : Rêve de champion : Joe David West (Chad Lindberg)
- 2002 : ESPN's Ultimate X : Le film : lui-même (Travis Pastrana) (film documentaire)
- 2003 : Jeepers Creepers 2 : Izzy Bohen (Travis Schiffner)
- 2003 : Fusion : Theodore Donald « Taz, Rat » Finch (DJ Qualls)
- 2003 : Anatomie 2 : Dr Bamberg (Hanno Koffler)
- 2003 : Sexe, Lycée et Vidéo : Matt (Daniel Farber)
- 2004 : Les Notes parfaites : Roy (Leonardo Nam)
- 2004 : Street Dancers : Rashann (Dreux « Lil' Fizz » Frederic (en))
- 2004 : The Girl Next Door : Troy (Brandon Iron)
- 2004 : Frères de sang : Lee Jin-tae (Jang Dong-gun)
- 2004 : Thunderbirds : Scott Tracy (Philip Winchester)
- 2004 : Les Notes parfaites : Roy (Leonardo Nam)
- 2005 : Réussir ou mourir : Justice (Tory Kittles)
- 2005 : Coach Carter : Worm (Antwon Tanner)
- 2005 : Wu ji, la légende des cavaliers du vent : un seigneur de guerre
- 2005 : Initial D (film) : Ryosuke Takahashi (Edison Chen)
- 2005 : L'École fantastique : Lash (Jake Sandvig (en))
- 2005 : Urban Legend 3: Bloody Mary : Buck Jacoby (Michael D. Coe)
- 2005 : Génération Rx : Lee (Lou Taylor Pucci)
- 2005 : Baby-Sittor : Le responsable du restaurant Woody Wood Shacks (Seth Howard)
- 2006 : American Girls 3 : Brad Warner (Jake McDorman)
- 2006 : Playboy à saisir : Ace (Justin Bartha)
- 2006 : Il était une fois dans le Queens : Mike O'Shea (Martin Compston)
- 2006 : Chronique d'un scandale : Steven Connelly (Andrew Simpson)
- 2006 : The Host : Se-jin (Lee Jae-eung)
- 2006 : Cashback : Ben Willis (Sean Biggerstaff)
- 2006 : Par effraction : Zoran (Ed Westwick)
- 2006[n 8] : Zombies : Sean (Chris Jamba)
- 2006 : Inside Man : L'Homme de l'intérieur : Wing (Ken Leung)
- 2007 : Borderland : Phil (Rider Strong)
- 2007 : Feel the Noise : Rob (Omarion Grandberry)
- 2007 : À la croisée des mondes : La Boussole d'or : Pantalaimon (Freddie Highmore) (voix)
- 2007 : 30 Jours de nuit : Jake Oleson (Mark Rendall)
- 2007 : Walk Hard: The Dewey Cox Story : Elvis Presley (Jack White)
- 2007 : Écrire pour exister : Jamal Hill (Deance Wyatt)
- 2007 : Les Rois du patin : Hector the stalker (Nick Swardson)
- 2007 : Big Movie : Ashton Kutcher (David « Chad Future » Lehre (en))
- 2007 : Caramel : Youssef (Adel Karam)
- 2008 : Drillbit Taylor, garde du corps : Terry Filkins (Alex Frost)
- 2008 : High School Musical 3 : Nos années lycée : Ryan Evans (Lucas Grabeel)
- 2008 : Boogeyman 3 (en) : Jeremy (George Maguire (en))
- 2008 : RocknRolla : Pete / Pedro (Michael Ryan (en))
- 2008 : Soyez sympas, rembobinez : Craig (Chandler Parker)
- 2008 : Legendary Assassin (en) : Bo Tong-lam (Wu Jing)
- 2009 : Pandorum : le caporal Bower (Ben Foster)
- 2009 : A Single Man : Kenny Potter (Nicholas Hoult)
- 2009 : Fame : Neil Baczynsky (Paul Iacono (en))
- 2009 : Service toujours non compris : Mason (Rob Kerkovich)
- 2009 : College Rock Stars : Ben (Scott Porter)
- 2010 : Dog Pound : Butch (Adam Butcher)
- 2010 : Submarine : Oliver Tate (Craig Roberts)
- 2010 : Shank (en) : Craze (Michael Socha)
- 2011 : World Invasion: Battle Los Angeles : Mottola (James Hiroyuki Liao)
- 2011 : The Roommate : Jason Tanner (Matt Lanter)
- 2011 : Tron : L'Héritage : le chauffeur de taxi (Shafin Karim)
- 2011 : Les Winners : Kyle Timmons (Alex Shaffer)
- 2012 : Cheval de Guerre : Albert Narracott (Jeremy Irvine)
- 2012 : StreetDance 2 : Legend (Niek Traa)
- 2012 : Chroniques de Tchernobyl : Chris (Jesse McCartney)
- 2012 : Very Cold Trip : Raialhanen (Timo Lavikainen)
- 2012 : Sur la route : Carlo Marx (Tom Sturridge)
- 2012 : Dance Battle: Honey 2 : Mario (Mario López)
- 2012 : Taken 2 : Jamie (Luke Grimes)
- 2013 : Sous surveillance : Benjamin Schulberg (Shia LaBeouf)
- 2013 : Players : Craig (Ben Schwartz)
- 2013 : Family Weekend (en) : Jackson Smith-Dungy (Eddie Hassell)
- 2014 : The Homesman : Garn Sours (Jesse Plemons)
- 2014 : It Follows : Hugh / Jeff (Jake Weary)
- 2014 : Need for Speed : Pete Coleman (Harrison Gilbertson)
- 2014 : Une virée en enfer 3 : Mickey Cole (Ben Hollingsworth)
- 2014 : Duels : Madsen (Peter Vack)
- 2014 : The Riot Club : Miles Richards (Max Irons)
- 2015 : Still Alice : Tom Howland (Hunter Parrish)
- 2015 : The Big Short : Le Casse du siècle : Jamie Shipley (Finn Wittrock)
- 2015 : Spotlight : le jeune policier (Tim Whalen)
- 2015 : Paul Blart 2 : Super Vigile à Las Vegas : Lane (David Henrie)
- 2016 : Ma vie de chat : David Brand (Robbie Amell)
- 2016 : Le Livre de la jungle : l'écureuil géant (Sam Raimi) (voix)
- 2016 : Alleycats : Jake (Sam Keeley (en))
- 2016 : Ma vie en vrac (de) : Max (Maximilian Meyer-Bretschneider (de))
- 2016 : Goat : Chance (Gus Halper (it))
- 2017 : D'abord, ils ont tué mon père : voix additionnelles
- 2017 : Mon ex beau-père et moi : Gary (Taran Killam (en))
- 2018 : Bleach : Ichigo Kurosaki (Sōta Fukushi)
- 2018 : Ma vie avec John F. Donovan : Big Billy (Ari Millen)
- 2019 : Little Monsters : Teddy McGiggle (Josh Gad)
- 2019 : Sœurs d'armes : El Britani (Mark Ryder)
- 2019 : Countdown : Scott (Charlie McDermott)
- 2019 : Get Duked! : Duncan MacDonald (Lewis Gribben (en))
- 2020 : Le Voyage du Docteur Dolittle : Chee-Chee le gorille (Rami Malek) (voix)
- 2020 : Cut Throat City : « Junior » (Keean Johnson)
- 2020 : Really Love (en) : Nick Wright (Tristan Wilds)
- 2020 : Skylines : Leon (Jonathan Howard)
- 2021 : Rendez-vous à Mexico : Will Guillermo (Jesús Zavala (es))
- 2021 : Mark, Mary + un tas d'autres gens (en) : Mark (Ben Rosenfield)
- 2021 : Small Engine Repair : Chad Walker (Spencer House)
- 2021 : Super Speed : Jake Tu (Tsao Yu-Ning)
- 2022 : La Bulle : Ronjon (Vir Das (en))
- 2022 : Sans issue : Lars (David Rysdahl)
- 2022 : The Binge 2 : Joyeuses fêtes : Andrew (Eduardo Franco)
- 2022 : Honor Society : Gary (Ben Jackson Walker)
- 2022 : Bandit : le lieutenant Ray Hoffman (Swen Temmel)
- 2022 : Centauro (es) : Rafa (Àlex Monner)
- 2023 : Ant-Man et la Guêpe : Quantumania : Veb (David Dastmalchian) (voix)
- 2023 : Sayen : Antonio Torres (Arón Piper)
- 2023 : The Flash : Tony (Andoni Gracia)
- 2023 : Bird Box: Barcelona : Octavio (Diego Calva)
- 2023 : Gran Turismo : Persol (Nikhil Parmar)
- 2023 : Freestyle : Martin (Jakub Nosiadek)
- 2023 : DogMan : Douglas adolescent (Lincoln Powell)
- 2024 : Les Couleurs du mal : Rouge : Jakubiak (Szymon Czacki (pl))
- 2025 : Dragons : Mastok Jorgenson (Peter Serafinowicz)
- 2025 : F1 : Will Buxton (Will Buxton (en))
- 2025 : La Guerre des mondes : Mark Goodman (Devon Bostick)

#### Films d'animation
- 1988[n 9] : Mon voisin Totoro : Kanta
- 1991 : La Princesse et la Forêt magique : Quentin
- 1994 : Le Septième Petit Frère : Ponpon
- 1995 : Le Petit Dinosaure : Petit-Pied et son nouvel ami : Petit-Pied[n 10]
- 1995 : Le Cygne et la Princesse : Arthur jeune (voix chantée)
- 1995 : Le Petit Dinosaure : La Source miraculeuse : Petit-Pied[n 10]
- 1996 : Toy Story : Andy
- 1996 : Le Petit Dinosaure : Voyage au pays des brumes : Petit-Pied[n 10]
- 1996 : Le Vilain Petit Canard : Le Vilain Petit Canard
- 1997 : James et la Pêche géante : James
- 1997 : Le Petit Dinosaure : L'Île mystérieuse : Petit-Pied[n 11]
- 1997[n 12] : Evangelion: Death(True)² : Shinji Ikari (2e doublage)
- 1997[n 12] : The End of Evangelion : Shinji Ikari (2e doublage)
- 1997 : Fifi Brindacier : Tommy Settergren
- 1997 : Lapitch, le petit cordonnier : Lapitch
- 1998 : Anastasia : Dimitri jeune
- 1998 : Le Petit Dinosaure : La Légende du mont Saurus : Petit-Pied (chant seulement)
- 1998 : Les Aventures de Tom Sawyer et Huckleberry Finn : Tom Sawyer
- 1999 : Bartok le Magnifique : Ivan
- 2000 : Digimon, le film : Tai Kamiya
- 2000 : La Petite Sirène 2 : Retour à l'océan : le cavalier blond de Mélodie pendant le bal
- 2000 : Gloups ! je suis un poisson : Fly
- 2000 : Fievel et le Mystère du monstre de la nuit : Tony Toponi
- 2001 : La Cour de récré : Vive les vacances ! : Theodore Jasper « T. J. » Detweiler
- 2001 : La Cour de récré : Les Vacances de Noël : Theodore Jasper « T. J. » Detweiler
- 2002 : Metropolis : Kenichi
- 2002 : Le Voyage de Chihiro : Hakû
- 2003 : Kim Possible : La Clé du temps : Robin Trépide
- 2003 : La Cour de récré : Les petits contre-attaquent : Theodore Jasper « T. J. » Detweiler
- 2003 : Le Petit Monde de Charlotte 2 : Wilbur
- 2005 : Kim Possible, le film : Mission Cupidon : Robin Trépide
- 2006 : The Wild : Duke, le petit kangourou
- 2006 : La Véritable Histoire du Petit Chaperon rouge : Secousse, l'écureuil et le pingouin skieur
- 2006 : Cars : DJ
- 2006 : Cool attitude, le film : Wally
- 2007 : Bienvenue chez les Robinson : Carl
- 2007 : La ferme en folie : le garnement
- 2007[n 13] : Evangelion: 1.0 You Are (Not) Alone : Shinji Ikari
- 2008 : Les Chimpanzés de l'espace : Ham 3
- 2008 : Horton : Jojo, l'enfant du maire[n 14]
- 2008 : Delgo : Delgo
- 2009[n 13] : Evangelion: 2.0 You Can (Not) Advance : Shinji Ikari
- 2010 : Dragons : Harold[n 15]
- 2010 : Totally Spies! Le Film : Rob Idole
- 2011 : Le Petit Train bleu : Richard
- 2011 : Titeuf, le film : Titeuf et Hugo
- 2011 : Phinéas et Ferb, le film : Phinéas Flynn
- 2012 : L'Âge de glace 4 : La Dérive des continents : Marshall
- 2012 : Rebelle : le fils Dingwall
- 2012 : Les Mondes de Ralph : Felix Fix, Jr.
- 2012 : La Légende de Mor’du : le fils Dingwall (court métrage)
- 2012 : Mini Buzz : le caissier (court-métrage)
- 2012[n 13] : Evangelion: 3.0 You Can (Not) Redo : Shinji Ikari
- 2013 : Monstres Academy : Terri Perry
- 2013 : La Reine des neiges : Kristoff[n 16]
- 2013 : Tarzan : Tarzan
- 2014 : Dragons 2 : Harold[n 15]
- 2014 : Le Fils de Batman : Dick Grayson / Nightwing[n 17]
- 2014 : Le Conte de la princesse Kaguya : Sutemaru
- 2014 : Planes 2 : Drip
- 2015 : Les Nouveaux Héros : Fred
- 2015 : Batman Unlimited : L'Instinct animal : Nightwing / Dick Grayson[n 18]
- 2015 : Vice-versa : le petit ami imaginaire de Riley
- 2015 : Batman Unlimited : Monstrueuse Pagaille : Nightwing / Dick Grayson[n 18]
- 2015 : Le Voyage d'Arlo : Nash
- 2016 : Batman : Mauvais Sang : Dick Grayson / Nightwing[n 17]
- 2016 : Le Monde de Dory : un agent de l'institut de biologie marine
- 2016 : Lego La Reine des neiges : Magie des aurores boréales : Kristoff (court métrage)
- 2017 : La Reine des neiges : Joyeuses fêtes avec Olaf : Kristoff / Sven (court métrage)
- 2018 : Ralph 2.0 : Félix Fix, Jr.
- 2019 : Dragons 3 : Le Monde caché : Harold[n 15]
- 2019 : La Grande Aventure Lego 2 : Lex Luthor[n 19]
- 2019 : Promare : Lio Fotia
- 2019 : Teen Titans Go! vs. Teen Titans : Nightwing alternatif
- 2019 : La Reine des neiges 2 : Kristoff[n 16]
- 2019 : Dragons : Retrouvaille : Harold (court métrage)
- 2020 : En avant : Gorgamon, un élève du lycée de Ian
- 2020 : Phinéas et Ferb, le film : Candice face à l'univers : Phinéas Flynn (voix parlée et chantée) et Buford (voix chantée uniquement)
- 2021 : America : Le Film : George Washington[n 20]
- 2021 : Evangelion: 3.0+1.0 Thrice Upon a Time : Shinji Ikari
- 2022 : Buzz l'Éclair : l'officier Diaz[n 21],[27]
- 2022 : Krypto et les Super-Animaux : Mark le cochon d'Inde[n 22]
- 2022 : Luck : Gerry
- 2022 : Dragon Ball Super: Super Hero : Gamma 2[28]
- 2023 : Lupin III vs. Cat's Eye : Quentin
- 2023 : Super Mario Bros. le film : Kamek[n 23]
- 2023 : Spider-Man : Across the Spider-Verse : un Spider-Man en thérapie
- 2023 : Détective Conan : Le Sous-marin noir : Pinga
- 2023 : Il était une fois un studio : Kristoff[n 16] et Carl (court métrage)
- 2023 : Wish : Asha et la Bonne Étoile : Simon[n 24]
- 2024 : Haikyū!! : La Guerre des poubelles : Asahi Azumane[29]
- 2024 : Ce Noël-là : M. McNutt[n 25]
- 2025 : Batman Ninja vs. Les Yakuzas : Dick Grayson / Nightwing[n 26]

### Télévision

#### Téléfilms
- David Henrie dans :
  - SOS Daddy (2009) : Wheeze
  - Les Sorciers de Waverly Place, le film (2009) : Justin Russo
  - La Vie de croisière ensorcelante d'Hannah Montana (2009) : Justin Russo (épisode spécial cross-over)
  - La Force de l'espoir (2013) : Cory Weissman
- Lucas Grabeel dans :
  - High School Musical : Premiers pas sur scène (2006) : Ryan Evans
  - High School Musical 2 (2007) : Ryan Evans
  - La Fabulous Aventure de Sharpay (2011) : Ryan Evans
- Shawn Toovey dans :
  - Docteur Quinn, femme médecin : Une famille déchirée (1999) : Brian Cooper
  - Docteur Quinn, femme médecin : Dames de cœur (2001) : Brian Cooper
- Nick Palatas dans :
  - Scooby-Doo : Le mystère commence (2009) : Sammy Rogers
  - Scooby-Doo et le Monstre du lac (2010) : Sammy Rogers
- Richard Reid dans :
  - Kate et William : Quand tout a commencé... (2011) : Derek
  - Amour, Mariage et Petits Tracas (2011) : Ian
- Thad Luckinbill dans :
  - Filles des villes et filles des champs (2011) : William
  - Mon Père Noël bien-aimé (2012) : Justin
- Ryan Merriman dans :
  - La Demande en mariage (2015) : Travis
  - Les Obstacles de la vie (2016) : Jonathan
- Michael Welch dans :
  - Deux jours pour une demande en mariage (2018) : Howard
  - Comme une proie dans ma maison (2019) : l'inspecteur James Dawson
- 1995 : Pierre et le Loup (en) : Pierre (Ross Malinger[n 27]) (téléfilm live-action et d'animation)
- 1997 : Une fée bien allumée : Bobby Jameson (Ross Malinger)
- 1999 : Mort à petites doses : Graham Farris (Miko Hughes)
- 2000 : Les Quintuplés (en) : Brad (Jake Epstein)
- 2000 : La Confiance des chevaux : B. Moody (Jason Dohring)
- 2002 : Cadence : Gomez (Ahmad Stoner)
- 2006 : Wendy Wu : Austin (Andy Fischer-Price)
- 2007 : Une fille à la page : Ethan Eisenberg (Ebon Moss-Bachrach)
- 2007 : Jump in! : L'il Earl Jackson (Micah Williams)
- 2007 : Ben 10 : Course contre-la-montre : Cash (Tyler Patrick Jones)
- 2007 : Johnny Kapahala : Sam Sterling (Jonathan McDaniel (en))
- 2008 : Minutemen : Les Justiciers du temps : Zeke Thompson (Nicholas Braun)
- 2009 : Ben 10: Alien Swarm : Kevin Levin (Nathan Keyes (en))
- 2009 : Des vacances sans dessus dessous : Jakob Steiner (Constantin von Jascheroff (de))
- 2009 : Des mains en or : un lycéen [Qui ?]
- 2011 : Rencontre en ligne : Jake Meyers (Jon Cor)
- 2011 : L'Amour face au danger : Matthew (Steven Grayhm)
- 2011 : Le Visage d'un prédateur : Jason (Ryan McDonald)
- 2011 : L'Amour à la une : Lucas Thomas (Sean Faris)
- 2012 : Les Winners : Kyle (Alex Shaffer (en))
- 2012 : Red Eagle : Chart [Qui ?]
- 2012 : Pour l'honneur de ma fille : Mark (Ryan Kelley)
- 2012 : Le Projet Philadelphia, l'expérience interdite : Carl Reed (John Reardon (en))
- 2012 : Underground : L'Histoire de Julian Assange : Julian Assange (Alex Williams (en))
- 2013 : Mes parents terribles : Mike (Scott Grimes)
- 2013 : Le Secret de Clara : Alec (Seamus Patterson)
- 2013 : Twilight Girl : Frank Dileo (Alexander Mendeluk)
- 2014 : Initiation mortelle : Bryan (Brett Dier)
- 2014 : Maman à 16 ans : Randy Chambers (Michael Grant)
- 2014 : 10.0 : Menace sur Los Angeles : Derrick (Brock Kelly)
- 2015 : Innocence volée : Mark Richards (Caleb Ruminer)
- 2015 : Pacte sur le campus : Will LaSalle (Beau Mirchoff)
- 2015 : J'ai tué ma meilleure amie : Chase (Blake Michael)
- 2015 : Comment j'ai failli rater mon mariage : Álex (Dani Rovira)
- 2016 : Désespérément romantique : Matt Sandoval (Brandon Jones (en))
- 2016 : Grease: Live! : Sonny (Andrew Call)
- 2016 : Retour vers le passé : Joshua Campbell (Karan Oberoi (en))
- 2016 : L'Envie d'être mère : Greg Foster (Rogan Christopher)
- 2016 : Une amitié contre les préjugés : Bud (Adam Brody)
- 2018 : Romance à tribord : Tony Rieves (Carlos Pena, Jr.)
- 2018 : La Surprise de Noël : David Wise (Jeff Gonek)
- 2018 : Le Bal de Noël : Matt Sampson (Jake Stormoen)
- 2019 : Quand ma fille dérape... : Mac (Thomas Steven Varga)
- 2019 : Victoria Gotti : La Fille du Parrain : Carmine Agnello (Elijah Silva)
- 2020 : Un Noël en pain d'épices : Billy Martin (Tony Giroux)
- 2022 : Vers de nouveaux horizons : Stanislav Krtek (Leonard Hädler)

#### Séries télévisées
- Michael Welch dans (10 séries) :
  - Le Monde de Joan (2003-2005) : Luke Girardi (45 épisodes)
  - Preuve à l'appui (2006) : Josh Winter (saison 5, épisode 19)
  - Esprits criminels (2010) : Syd Pearson (saison 6, épisode 2)
  - Grimm (2013) : Jake Barnes (saison 3, épisode 4)
  - Scandal (2015) : l'officier Newton (saison 4, épisode 14)
  - NCIS : Nouvelle-Orléans (2015) : Kevin Heller (saison 1, épisode 18)
  - Lucifer (2016) : Kyle Erikson (saison 1, épisode 11)
  - The Catch (2016) : Teddy Seavers (saison 1, épisode 7)
  - Grey's Anatomy : Station 19 (2019) : Harold (saison 2, épisode 10)
  - Code Quantum (2022) : Ryan (saison 1, épisode 1)
- David Henrie dans (5 séries) :
  - Phénomène Raven (2004-2007) : Larry (12 épisodes)
  - Les Sorciers de Waverly Place (2008-2013) : Justin Russo (106 épisodes)
  - Hannah Montana (2009) : Justin Russo
  - La Vie de croisière de Zack et Cody (2010) : Justin Russo (saison 1, épisode 21)
  - Jonas L. A. (2011) : David Henrie (saison 2, épisode 11)
  - Waverly Place : Les Nouveaux Sorciers (depuis 2024) : Justin Russo
- Hunter Parrish dans (5 séries) :
  - Weeds (2005-2012) : Silas Botwin (102 épisodes)
  - The Good Wife (2013-2014) : Jeffery Grant (saison 5)
  - Hand of God (2015) : Josh Miller (saison 1)
  - Good Girls Revolt (2015-2016) : Doug Rhodes (10 épisodes)
  - This Is Us (2018) : Alan Phillips (saison 3, épisode 3)
- Chris Coy dans (5 séries) :
  - True Blood (2009-2011) : Barry (5 épisodes)
  - Castle (2012) : Zeke (saison 5, épisode 7)
  - The Walking Dead (2014-2015) : Martin (4 épisodes)
  - The Deuce (2017-2019) : Paul Hendrickson (23 épisodes)
  - Périphériques, les mondes de Flynne (2022) : Jasper Baker (8 épisodes)
- Adam Brody dans (4 séries) :
  - Newport Beach (2003-2007) : Seth Cohen (92 épisodes)
  - New Girl (2014) : Berkley (saison 3, épisode 15)
  - StartUp (2016-2018) : Nick Talman
  - Curfew (en) (2019) : Max Larssen (4 épisodes)
- Blair Redford dans (4 séries) :
  - Les Feux de l'amour (2005-2006) : Scott Grainger Jr. (en) (39 épisodes)
  - Switched (2011-2013) : Tyler « Ty » Mendoza (16 épisodes)
  - Beauty and the Beast (2013) : Zach (saison 2, épisode 5)
  - The Gifted (2017-2019) : John Proudstar / Thunderbird (29 épisodes)
- Tristan Wilds dans (4 séries) :
  - Sur écoute (2006-2008) : Michael Lee (22 épisodes)
  - 90210 Beverly Hills : Nouvelle Génération (2008-2013) : Dixon Wilson (111 épisodes)
  - Shots Fired (2017) : le shérif-adjoint Joshua Beck (10 épisodes)
  - Swagger (en) (2021-2023) : Alonzo Powers (15 épisodes)
- Shiloh Fernandez dans (4 séries) :
  - United States of Tara (2009) : Benjamin Lambert (saison 1)
  - New York, unité spéciale (2015) : Scott Russo (saison 16, épisode 11)
  - Falling Water (2016) : Levon (saison 1, épisodes 2 et 4)
  - Instinct (2018) : Troy (saison 1, épisode 8)
- John Francis Daley dans :
  - Freaks and Geeks (1999-2000) : Sam Weir (18 épisodes)
  - La Famille de mes rêves (2000-2001) : Carter Ryan (22 épisodes)
  - Kitchen Confidential (2005-2006) : Jim (13 épisodes)
- Shia LaBeouf dans :
  - X-Files : Aux frontières du réel (1999) : Richie Lupone (saison 7, épisode 6)
  - La Guerre des Stevens (2000-2003) : Louis Stevens (66 épisodes)
  - Aux portes du cauchemar (2001) : Dylan Pierce (saison 1, épisode 2)
- Hank Harris dans :
  - Popular (1999-2001) : Emory Dick (12 épisodes)
  - Nip/Tuck (2004) : Calvin Murray (saison 2, épisode 2)
  - Le Maître du Haut Château (2015) : Randall (saison 1, épisodes 1 et 2)
- Bret Harrison dans :
  - Parents à tout prix (2001-2005) : Brad O'Keefe (65 épisodes)
  - That '70s Show (2005) : Charlie Richardson (4 épisodes)
  - The Ranch (2016 / 2020) : Kenny (11 épisodes)
- Michael Angarano dans :
  - Will et Grace (2002-2006) : Elliott (2e voix - saisons 5 à 8)
  - Urgences (2003) : Zack (saison 10, épisode 6)
  - Mom (2017-2018) : Cooper (saison 5, épisodes 3 et 10)
- Ashton Holmes dans :
  - Boston Justice (2006) : Scott Little (saison 3)
  - Lie to Me (2011) : Zach Morstein (saison 3, épisode 13)
  - Revenge (2011-2012) : Tyler Baroll (saison 1)
- Jack O'Connell dans :
  - Skins (2009-2013) : James Cook (18 épisodes)
  - Godless (2017) : Roy Goode (mini-série)
  - The North Water (en) (2021) : Patrick Sumner (mini-série)
- Nolan Gerard Funk dans :
  - Warehouse 13 (2010) : Todd (saison 2)
  - Arrow (2014 / 2016) : Cooper Seldon / Brother Eye (4 épisodes)
  - The Catch (2017) : Troy (saison 2, épisodes 6 à 8)
- Luke Kleintank dans :
  - Bones (2011-2014) : Finn Abernathy (8 épisodes)
  - The Good Wife (2012) : Connor (saison 4, épisode 8)
  - Person of Interest (2013 / 2015) : Caleb Phipps (3 épisodes)
- Michael Trevino dans :
  - Vampire Diaries (2011-2017) : Tyler Lockwood (2e voix, saisons 3 à 8)
  - The Originals (2013) : Tyler Lockwood (saison 1, épisodes 6 à 8)
  - Roswell, New Mexico (2019-2022) : Kyle Valenti (52 épisodes)
- Martin Compston dans :
  - Line of Duty (2012-2021) : le sergent Steve Arnott (37 épisodes)
  - Our House (2022) : Bram (mini-série)
  - The Rig (2023) : Fulmer Hamilton
- Paul Dano dans :
  - Escape at Dannemora (2018) : David Sweat (mini-série en 7 épisodes)
  - Mr. et Mrs. Smith (2024) : Harris Materbach (3 épisodes)
  - The Studio (2025) : Paul Dano
- Justin Berfield dans :
  - Aux portes du cauchemar (2001) : Josh Ryan (saison 1, épisode 4)
  - Malcolm (2001-2006) : Reese (110 épisodes, 2e voix - saisons 3-7)
- Blake Bashoff dans :
  - Amy (2001-2003) : Eric Black (11 épisodes)
  - Boston Public (2003) : Oswald / Joseph O'Shea (saison 2, épisode 11)
- Kaj-Erik Eriksen dans :
  - Boston Public (2001-2002) : Jeremy Peters (12 épisodes)
  - Les 4400 (2004-2007) : Dany Farrell (17 épisodes)
- Jay Baruchel dans :
  - Les Années campus (2001-2003) : Steven Karp (17 épisodes)
  - Fubar (2023) : Carter
- Martin Spanjers dans :
  - Touche pas à mes filles (2002-2005) : Rory Hennessy
  - Grey's Anatomy (2007) : Hunter Chapman (saison 4, épisode 3)
- Brett Claywell dans :
  - Les Frères Scott (2003-2008) : Tim Smith (33 épisodes)
  - Dollhouse (2009) : Matt Cargill (3 épisodes)
- Scott Grimes dans :
  - Urgences (2003-2009) : Dr Archibald « Archie » Morris (112 épisodes)
  - NCIS : Los Angeles (2013 et 2017) : l'agent spécial Dave Flynn (3 épisodes)
- Jesse Head (nl) dans :
  - Cold Case : Affaires classées (2005) : Archie Tanner '05 (saison 2, épisode 16)
  - Ghost Whisperer (2008) : Clay Dennis (saison 4, épisode 9)
- Michael Seater dans :
  - Derek (2005-2009) : Derek Venturi (70 épisodes)
  - Les Wedding Planners (en) (2020) : James Clarkson (7 épisodes)
- Eddie Hassell (en) dans :
  - Surface (2006) : Phil Nance (10 épisodes)
  - Devious Maids (2014) : Eddie Suarez (saison 1)
- Michael Grant Terry dans :
  - FBI : Portés disparus (2008) : Daniel Ellerbe (saison 6, épisode 12)
  - Esprits criminels (2010) : Chris Salters (saison 6, épisode 7)
- Thomas Dekker dans :
  - Terminator : Les Chroniques de Sarah Connor (2008-2009) : John Connor (31 épisodes)
  - Backstrom (2015) : Gregory Valentine (13 épisodes)
- Beau Mirchoff dans :
  - Desperate Housewives (2009-2010) : Danny Bolen (18 épisodes)
  - I'm Dying Up Here (2018) : Saul Hudson (3 épisodes)
- Adam Bartley (en) dans :
  - Longmire (2012-2017) : Archie « Le Ferg » Ferguson (63 épisodesh)
  - NCIS : Los Angeles (2014-2017) : Carl Brown (4 épisodes)
- Tye White (en) dans :
  - NCIS : Los Angeles (2014-2016 / 2020 / 2022) : Aiden Hanna (5 épisodes)
  - Chicago Fire (2018-2019) : Tyler (5 épisodes)
- Jesse Eisenberg dans :
  - Modern Family (2014) : Asher (saison 5, épisode 12)
  - Anatomie d'un divorce (2022) : Toby Fleishman (mini-série en 8 épisodes)
- Devon Bostick dans :
  - Les 100 (2014-2017) : Jasper Jordan (56 épisodes)
  - Fargo (2023) : Donny Ireland (saison 5, épisode 1)
- Joe Adler dans :
  - Grey's Anatomy (2015-2017) : Dr Isaac Cross (18 épisodes)
  - Good Doctor (2019) : Larry Childs (saison 2, épisode 15)
- Patrick Gibson dans :
  - The OA (2016-2019) : Steve Winchell (14 épisodes)
  - Shadow and Bone : La Saga Grisha (2023) : Nikolai Lantsov / Sturmhond (8 épisodes)
- Jaime Lorente dans :
  - Élite (2018-2020) : Fernando « Nano » García Domínguez (14 épisodes)
  - D'une main de fer (2024) : Néstor (8 épisodes)
- Robert Sheehan dans :
  - Umbrella Academy (2019-2024) : Klaus Hargreeves / Seance / Numéro 4 (36 épisodes)
  - Le Dernier Bus (2022) : Dalton Monkhouse (3 épisodes)
- Danny Pudi dans :
  - Mythic Quest (depuis 2020) : Brad Bakshi (26 épisodes - en cours)
  - Calls (2021) : Dr Burman (voix - saison 1, épisode 9)
- Spencer House dans :
  - Teenage Bounty Hunters (2020) : Luke Creswell (9 épisodes)
  - The Time Traveler's Wife (2022) : Jason (saison 1, épisodes 3 et 4)
- Arón Piper dans :
  - Après toi, le chaos (2020) : Iago Nogueira (mini-série en 8 épisodes)
  - El silencio (2023) : Sergio Ciscar Polo (mini-série en 6 épisodes)
- Chase Stokes dans :
  - Outer Banks (depuis 2020) : John Booker Rutledge (40 épisodes - en cours)
  - Tell Me Your Secrets (2021) : Adam (4 épisodes)
- Álvaro Mel (es) dans :
  - Un conte parfait (2023) : David (mini-série)
  - De parfaites demoiselles (2025) : Santiago Torres
- 1992-1999 : Papa bricole : Bradley Taylor (Zachery Ty Bryan) (204 épisodes)
- 1995-1996 : Chair de poule : Brian Colson (Stuart Stone) (saison 1, épisode 7), Grady Tucker (Brendan Fletcher) (saison 1, épisodes 18 et 19), Todd Eriksen (Neil Denis) (saison 3, épisode 15) et Ryan (Corey Sevier) (saison 4, épisodes 5 et 6)
- 1995-2000 : Le Caméléon : Jarod enfant (Ryan Merriman) (2e voix)
- 1997-1999 : Le Petit Malin : T. J. Henderson (Tahj Mowry) (51 épisodes)
- 1997-1998 et 2002-2004 : Stargate SG-1 : Rya'c (Neil Denis) (6 épisodes)
- 1998-2001 : Sept à la maison : Jordan (Wade Carpenter) (10 épisodes)
- 1999-2002 : La Double Vie d'Eddie McDowd : Justin Taylor (Brandon Gilberstadt) (33 épisodes)
- 2000 : Xena, la guerrière : Solan (Nicko Vella) (saison 5, épisode 12)
- 2000 : Urgences : Mike Palmieri (Wentworth Miller) (saison 7, épisode 1)
- 2000 : Tucker : Tucker Pierce (Eli Marienthal) (13 épisodes)
- 2000-2002 : Queer as Folk : Justin Taylor (Randy Harrison) (42 épisodes, 1re voix)
- 2001 : Lizzie McGuire : le garçon fermier (Mitchah Williams) (saison 1, épisode 10)
- 2002 : Aux portes du cauchemar : le fan de basketball (Frankie Muniz) (saison 1, épisode 13)
- 2002 : Inspecteur Barnaby : Liam Booker (Seamus Whitty) (saison 5, épisode 3)
- 2002 : The Shield : Richard Kim (Michael K. Lee (en)) (saison 1, épisode 6)
- 2002-2003 : Les Anges du bonheur : Robbie Stonelake (Trever O'Brien (it)) (saison 8, épisode 15) et Jesse Cartwright (Edwin Hodge) (saison 9, épisode 15)
- 2002-2006 : Une famille presque parfaite : Brian Miller (Taylor Ball) (87 épisodes)
- 2003 : Un cas pour deux : Oliver (Pablo Ben-Yakov) (saison 24, épisode 8)
- 2004 : Power Rangers : Dino Tonnerre : Ethan James / Power Ranger bleu (Kevin Duhaney (it)) (38 épisodes)
- 2004-2005 : Laguna Beach: The Real Orange County : lui-même (Stephen Colletti) (27 épisodes)
- 2004 : Stargate Atlantis : Aries (Dominic Zamprogna) (saison 1, épisode 5)
- 2004 / 2007 / 2009-2010 : Smallville : Bart Allen / Impulse (Kyle Gallner) (4 épisodes)
- 2005 : Ce que j'aime chez toi : Ben Sheffield (David de Lautour (en)) (21 épisodes)
- 2005 : Lost : Les Disparus : Johnny (DJ Qualls) (saison 2, épisode 4)
- 2005-2006 : Half and Half : Brett Mahoney (Joey Lawrence)
- 2006 : New York, unité spéciale : Jason King (Harry Zittel) (saison 7, épisode 16)
- 2006-2007 : Prison Break : voix additionnelles (saison 2)
- 2006-2007 : Dr House : Nate (Nick Lane) (saison 3, épisode 23)
- 2007 : Chuck : Lazslo Mahnovski (Jonathan Sadowski) (saison 1, épisode 6)
- 2007 : Guerre et Paix : Nicolas Rostov (Dmitri Isayev (en)) (mini-série)
- 2007-2010 : Ghost Whisperer : Ray Peters (Logan Bartholomew (en)) (saison 2, épisode 14), Jason Bennett (Dan Byrd) (saison 2, épisode 17) et Shane Dunning (Nathan Halliday (it)) (saison 5, épisode 17)
- 2008-2011 : Physique ou Chimie : Greg Martínez (Adam Jezierski) (52 épisodes)
- 2008 : Scrubs : Emery Redmond (Michael Mitchell) (saison 7, épisode 7)
- 2008 : Cashmere Mafia : voix additionnelles
- 2009-2010 / 2019-2020 : Supernatural : Adam Milligan (Jake Abel) (5 épisodes)
- 2009 : Skins : Dale (Matthew Hayfield) (saison 2, épisode 1)
- 2009 : Desperate Housewives : Travers McLain (Stephen Lunsford) (saison 5, épisode 19)
- 2009 : Hannah Montana : Austin Rain (Mark Hapka (en)) (saison 3, épisode 10)
- 2009 : Cold Case : Affaires classées : Alex Caceres (Jerry Hernandez (en)) (saison 7, épisode 3)
- 2010 : Merlin : Gilli (Harry Melling) (saison 3, épisode 11)
- 2010 : The Pacific : Ronnie Gibson (Tom Budge (en)) (4 épisodes)
- 2010-2015 : Glee : Jesse St James (Jonathan Groff) (14 épisodes)
- 2011-2014 : Borgia : César Borgia (Mark Ryder) (38 épisodes)
- 2011 et 2013-2015 : Pretty Little Liars : Sean Hackard (Chuck Hittinger) (9 épisodes) et Andrew Campbell (Brandon W. Jones (en)) (2e voix, saisons 5 et 6)
- 2011 : Body of Proof : Sean Wilcox (Tobias Segal (en)) (saison 1, épisode 3)
- 2011-2012 : Parenthood : Troy (Rafi Gavron) (saison 3, épisodes 10 et 13)
- 2011-2013 : Being Human : Nick (Pat Kiely) (11 épisodes)
- 2012 : I Just Want My Pants Back : Lench (Nick Kocher) (7 épisodes)
- 2012 et 2015 : The Mindy Project : Steve (Bill Tangradi) (saison 1, épisode 18) et Matt Sherman (Joseph Gordon-Levitt) (saison 4, épisode 1)
- 2012-2013 : Suburgatory : Scott Strauss (Thomas McDonell) (4 épisodes)
- 2012 / 2014 : Once Upon a Time : Quinn (Ben Hollingsworth) (saison 2, épisode 7) et Kristoff (Scott Michael Foster) (9 épisodes)
- 2013 : Meurtres à Sandhamn : Magnus (Martin Wallström) (3 épisodes)
- 2013 : Downton Abbey : Ethan Slade (Michael Benz) (saison 4, épisode 9)
- 2014 : Journal d'une ado hors norme : Ian (Danny Kelly) (3 épisodes)
- 2014 / 2016 : The Musketeers : Louis XIII (Ryan Gage) (2 épisodes)
- 2014 / 2017 : Sherlock : Bill Wiggins (Tom Brooke) (2 épisodes)
- 2014-2019 : Silicon Valley : Richard Hendricks (Thomas Middleditch) (53 épisodes)
- 2014-2020 : Vikings : Björn « Côtes-de-Fer » Lothbrok (Alexander Ludwig) (67 épisodes)
- 2015-2016 : Between : Ronnie (Kyle Mac) (12 épisodes)
- 2015 : Wet Hot American Summer: First Day of Camp : Arty (George Baron) (mini-série, 7 épisodes)
- 2015 : Legends : Alex (Ross Anderson) (3 épisodes)
- 2015-2016 : Trapped : Hjörtur (Baltasar Breki Samper (en)) (19 épisodes)
- 2015-2021 : Younger : Josh (Nico Tortorella) (79 épisodes)
- 2016 : Fear the Walking Dead : Brandon Luke (Kelly Blatz) (4 épisodes)
- 2016 : Jour polaire : Kristoffer Hanki (Oscar Skagerberg) (6 épisodes)
- 2016 : Harry Bosch : l'officier Eddie Arceneaux (James Ransone) (8 épisodes)
- 2016 : Alerte Contagion : Dr Victor Cannerts (George Young) (1. épisodes)
- 2016 : Crazyhead : Jake (Lewis Reeves (en)) (mini-série en 6 épisodes)
- 2016-2017 : The Middle : Tyler (Keaton Savage) (4 épisodes)
- 2017 : Wet Hot American Summer: Ten Years Later : Arty adulte (Samm Levine) (mini-série, 7 épisodes)
- 2017 : Gunpowder : Thomas Wintour (Edward Holcroft) (mini-série en 3 épisodes)
- 2017 : Berlin Station : Armando (Jannis Niewöhner) (2 épisodes)
- 2017-2018 : Six : Michael Nasry (Dominic Adams) (18 épisodes)
- 2017-2020 : Flash : Ralph Dibny / Elongated Man (Hartley Sawyer) (50 épisodes)
- 2018 : Philip K. Dick's Electric Dreams : Ethan (Connor Paolo) (épisode 9)
- 2018 : Maniac : Owen Milgrim (Jonah Hill) (mini-série)
- 2018 : Beat (en) : Paul (Hanno Koffler)
- 2018 : Le Village des secrets : Denis Janecek (Jan Cina (en))
- 2018 : UnREAL : Alexi Petrov (Alex Sparrow)
- 2018-2019[n 28] : Cobra Kai : Johnny Lawrence jeune (William Zabka) (redoublage des scènes issues de Karaté Kid)
- 2018-2020 : Single Parents (en) : Will Cooper (Taran Killam (en))
- 2018-2020 : Condor : Joe Turner (Max Irons)
- 2018-2021 : Riverdale : Charles « Chic » Smith-Cooper (Hart Denton) (13 épisodes)
- 2018-2023 : Succession : Roman Roy (Kieran Culkin) (39 épisodes)
- 2019 : Top Boy : Leyton (Kola Bokinni (en)) (6 épisodes)
- 2019 : Jett (en) : Neal (Gus Halper)
- 2019 : You : Milo Warrington (Andrew Creer) (saison 2, épisode 7)
- 2019 : High School Musical : La Comédie musicale, la série : Lucas Grabeel (Lucas Grabeel) (saison 1, épisode 8)
- 2019 : Dickinson : Henry David Thoreau (John Mulaney)
- 2019 : Knightfall : le prince Louis X (Tom Forbes)
- 2019-2020 : Tell Me a Story : Jackson Pruitt (Matt Lauria) (saison 2)
- 2020 : Les envolées : Joshua (Diego Calva)
- 2020 : Love Life : Jim (Peter Vack)
- 2020 : Sneaker Addicts (en) : Bobby (Andrew Bachelor) (6 épisodes)
- 2020 : Kalifat : Ibbé (Lancelot Ncube)
- 2020 : Legends of Tomorrow : Clyde Barrow (Ben Sullivan) (saison 5, épisode 10)
- 2020-2021 : Valeria : Adrián (Ibrahim Al Shami (es)) (14 épisodes)
- 2020 : Ratched : Edmund Tolleson (Finn Wittrock)
- 2021 : Black Space : Tom Tadmor (Yehonatan Vilozny)
- 2021 : Lucifer : Niles (John Griffin) (saison 6, épisode 2)
- 2021 : The Mosquito Coast : le randonneur (Oli Green) (saison 1, épisode 5)
- 2021-2023 : Schmigadoon! : Pete (Amitai Marmorstein (de)) (7 épisodes)
- 2021-2023 : Physical : Tyler (Lou Taylor Pucci) (20 épisodes)
- 2022 : Pam and Tommy : Seth Warshavsky (Fred Hechinger) (mini-série)
- 2022 : Stranger Things : Argyle (Eduardo Franco)
- 2022 : Sur ordre de Dieu : l'inspecteur Jeb Pyre (Andrew Garfield) (mini-série)
- 2022 : Mes parrains sont magiques : Encore + magiques : Dustan Lumberlake (Garrett Clayton)
- 2022 : Somebody : New Money [Qui ?]
- 2022 : Dirty Lines (nl) : Ramon (Chris Peters)
- 2022 : Super Noël, la série : Bernard l'elfe (David Krumholtz) (saison 1, épisode 5)
- 2022 : La Nuit où Laurier Gaudreault s'est réveillé : Jim (Antoine Pilon) (mini-série)
- 2022 : Shining Girls (en) : Harper Curtis (Jamie Bell)
- 2022 : Les Enquêtes de Vera : Adam Michaels (Kris Mochrie (en)) (saison 11, épisode 6)
- 2022-2023 : How I Met Your Father : Jesse (Chris Lowell) (30 épisodes)
- depuis 2022 : Loot : Nicholas (Joel Kim Booster)
- 2023 : La Folle Histoire du monde 2 : Kubilai Khan (Ronny Chieng) et Glorp (Fred Armisen) (mini-série)
- 2023 : Swarm : Marcus (Rory Culkin) (saison 1, épisode 1)
- 2023 : La Traque dans le sang (en) : Woo-jin (Lee Sang-yi (en))
- 2023 : Les Muppets Rock (en) : Zedd (Zedd)
- 2023 : One Piece : Hermep (Aidan Scott (de))
- 2023 : Still Up (en) : Veggie (Blake Harrison (en))
- 2023 : Mensonges au paradis (en) : Dennis Winbourne (Sean Keenan) (7 épisodes)
- 2023 : One Trillion Dollars (de) : John (Philip Froissant (de)) (mini-série)
- 2023 : 1670 (en) : Henryk Lubopolski (Bartosz Gelner) (saison 1, épisode 7)
- 2023 : Yu Yu Hakusho : Koenma (Keita Machida)
- 2023 : Lessons in Chemistry : Calvin Evans (Lewis Pullman)
- 2023-2024 : The Curse : Asher Siegel (Nathan Fielder)
- 2024 : House of Ninjas (en) : Gaku Tawara (Kengo Kōra)
- 2024 : The Big Door Prize : Trevor (Christian Adam) (2e voix - saison 2, épisodes 4 et 5)
- 2024 : Sexe Intentions : Rourke Reynolds (Stephen Kalyn) (épisode 1)
- 2025 : A Thousand Blows : le comte de Lonsdale (Adam Nagaitis)
- 2025 : Surcompensation : Peter (Adam DiMarco)
- 2025 : NCIS : Enquêtes spéciales : Daniel Holloway (Cameron Gellman) (saison 22, épisode 16)

#### Séries d'animation
- 1994 : Crypte Show : Craig Morane, Jeff Noran, le petit frère de Lewis, Sébastien, et la Gratouille
- 1995 : L'Histoire sans fin : Bastien
- 1995-1997 : Le Bus magique : Raphaël (voix principale, saison 1,2 et 4)
- 1996 : Les Enfants du pays d'Oz (en) : Boris
- 1996 : Les Kikekoi (en) : le bébé Victor
- 1996-1997 : Donkey Kong Country : Diddy Kong (voix chantée)
- 1996-1997 : Neon Genesis Evangelion : Shinji Ikari[n 29]
- 1997 : Couacs en vrac : Loulou
- 1997-1998 : Le Livre de la jungle, souvenirs d'enfance : Mowgli
- 1997-2001 : La Cour de récré : Theodore Jasper « T.J. » Detweiler
- 1998 : Les Malheurs de Sophie : Jean de Rugès (création de voix)
- 1998 : Hé Arnold ! : Arnold Shortman (voix chantée)
- 1998 : Animaniacs : la flamme (épisode 75 et 79) et Colin (épisode 77 et 80)
- 1998 : Fifi Brindacier : Tommy
- 1998 : Jim Bouton[30] : Jim Bouton
- 1998-2000 : Les Tifoudoux : Castor
- 2000 : Argaï, la prophétie : le capitaine
- 2000 : Digimon Adventure : Tai Kamiya
- 2000 : Ciné-Maniac (en) : Jason
- 2000-2001 : Norman Normal : Norman Stone (1re voix, saison 1)
- 2000-2023 : Futurama : Cubert Farnsworth, Gunther, Igner et voix additionnelles
- 2001 : Digimon Adventure 02 : Tai Kamiya, Wormmon et Sam Ichijouji, Agumon (épisode 20)
- 2001 : Rocket Power : Oswald « Otto » Rocket
- 2001 : B't X : Teppei Takamiya
- 2001-2003 : Ginger : Blake Gripling
- 2001-2003 : Les Nouvelles Aventures de Lucky Luke : Billy the Kid, enfants journalistes (épisode 45) (création de voix)
- 2001-2013 : Totally Spies! : Arnold (2e voix), David (saisons 1 à 4), Virgil (saisons 5 et 6) et voix additionnelles (création de voix)
- 2001-2017 : Titeuf : Titeuf et Hugo (création de voix)
- 2002-2007 : Kim Possible : Robin Trépide[n 18]
- 2003 : Les Aventures fantastiques du commandant Cousteau : Cory (création de voix)
- 2003 : Nom de code : Kids Next Door : Numéro 4 (1re voix, saison 1)
- 2003 : Chocotte minute : Jakob (création de voix)
- 2003 : L'Odyssée : Zéphyr (création de voix)
- 2003 : Les Quintuplés (en) : Charlie
- 2003 : Mon ami Marsupilami : Gilles (épisode 4) et Alex (épisodes 7 et 8) (création de voix)
- 2003-2004 : Moi Willy, fils de rock star : Buzz, Damon D'Angelo et voix additionnelles
- 2003-2006 : Martin Mystère : Marvin et voix additionnelles (création de voix)
- 2003-2007 : Jimmy Neutron : Carl
- 2004-2005 : Teen Titans : Les Jeunes Titans : Adonis et See-More
- 2005 : Skyland : Mahad (création de voix)
- 2005-2006 : Lilo et Stitch, la série : Keoni Jameson (2e voix, saison 2), Robin Trépide (épisode 48) et T. J. Detweiler (épisode 58)
- 2005-2007 : Danny Fantôme : Danny
- 2005-2007 : American Dragon: Jake Long : Brad Morton
- 2005-2008 : Avatar, le dernier maître de l'air : Pesticide (1re voix) et voix additionnelles
- 2006 : Ippo : Tatsuya Kimura (1er doublage)
- 2006-2007 : Team Galaxy : Spavid, Bobby, Kraig, Linox, Seth et des aliens (création de voix)
- 2006 : Zatchbell : Corry
- 2006-2007 : La Vache, le Chat et l'Océan : le chat (création de voix)
- 2006-2008 : Ozie Boo ! : Wally le béluga
- 2006-2013 : Mes parrains sont magiques : Elmer (à partir de l'épisode 12 de la saison 5)
- 2007 : Kuzco, un empereur à l'école : Guaca (voix chantée, épisode 32)
- 2007 : Afro Samurai : Jinnosuke
- 2007-2008 : La Légende des super-héros : Brainiac 5
- 2007-2008 : Ben 10 : Hector, Joel et voix additionnelles
- 2007-2008 : Bunnytown (en) : Fou Bunny
- 2008 : Blaise le blasé : Yoan Chabot, Manu Escobar et Rodolphe
- 2008 : Le Petit Amadeus (de) : Amadeus Mozart
- 2008-2009 : Monster Buster Club : voix additionnelles (création de voix)
- 2008-2011 : Batman : L'Alliance des héros : Green Arrow, Or, Guy Gardner (1re voix, saison 1, épisode 4), Blue Bowman (saison 1, épisode 12), un présentateur (saison 2, épisode 1), l'armure de Blue Beetle[n 30] (saison 2, épisode 2), un journaliste et un client du restaurant (saison 2, épisode 4), Mercure (2e voix, saison 2, épisode 9), Otto (saison 2, épisode 10), Wally West / Kid Flash[n 31] (saison 2, épisode 15), Dick Grayson / Batman II (saison 2, épisode 23) et Jace (saison 3, épisode 9)
- 2008-2015 / 2025 : Phinéas et Ferb : Phinéas Flynn et Buford (voix chantée (saisons 1 à 4) puis dialogues (saison 5))
- 2009 : La Ferme en folie : Bingo, le singe astronaute (saison 1, épisode 3 : L'Astrovache)
- 2009 : Cars Toon : DJ (épisode Tokyo Martin)
- 2009-2010 : Ben 10: Alien Force : Kevin Levin
- 2009-2010 : Monsieur Bébé (en) : Ludo (création de voix)
- 2009-2011 : SpieZ ! Nouvelle Génération : Lee (création de voix)
- 2010-2011 : Club Penguin : Ptipic (saison 2)
- 2010-2012 : Super Hero Squad : Moon-Boy (en)
- 2010-2013 : Angels : L'Alliance des anges : Gabriel
- 2010-2022 : La Ligue des justiciers : Nouvelle Génération : Dick Grayson / Robin / Nightwing[n 14]
- 2011 : Les Griffin : Mort Goldman et Lando Calrissian (saison 9, épisode 18)
- 2011 : Planet Sheen : Doppy Dopweiler
- 2011-2013 : Nini Patalo : André (création de voix)
- 2011-2013 : Ben 10: Ultimate Alien : Kevin Levin
- 2011-2013 : Redakai: Les conquérants du Kairu : Ky Stax (création de voix)
- 2011 : Rekkit : Wally et Bean (création de voix)
- 2011-2015 : Robocar Poli : Poli
- 2012-2015 : Les Pingouins de Madagascar : Morty (2e voix)
- 2013-2015 : Ben 10: Omniverse : Kevin Levin
- 2013-2018 : Dragons : Cavaliers de Beurk : Harold
- 2013-2018 : Les Crumpets : Cradley Booper (création de voix)
- depuis 2013 : PAW Patrol : La Pat' Patrouille : François Turbot, Jake, Danny X Le Hardi et Apollo le Superchien
- 2014 : Archer : Bucky et un pirate (saison 3, épisode 2)
- 2014-2015 : Molusco : Rafik
- 2014-2016[n 32] : Haikyū!! : Asahi Azumane
- 2015 : Turbo FAST : M. Poisson Salé
- 2015-2024 : Teen Titans Go! : See-More
- depuis 2015 : Blaze et les Monster Machines : Blaze
- 2016 : Bob l'éponge : voix additionnelles
- 2016 : Pokémon Générations : Blue
- 2016-2018 : Roi Julian ! L'Élu des lémurs : Morty
- 2017[n 33] : Thus Spoke Kishibe Rohan : le confessé (OAV, épisode 1)
- 2017-2021 : La Bande à Picsou : Loulou
- 2017-2022 : Pete the Cat : Bob, le frère de Pete
- 2018-2019 : Hero Mask : Grimm
- 2018-2024 : Captain Tsubasa : Kojirō Hyūga
- 2019 : Les Blagues de Toto : Arnold
- 2019[n 34] : JoJo's Bizarre Adventure: Golden Wind : Scolippi
- 2019[n 35] : Vinland Saga : Askeladd jeune
- 2019-2021 : Les Mômes de l'apocalypse (en) : Dirk
- 2020 : Kipo et l'Âge des animonstres : Jamack
- 2020 : American Dad! : The Weeknd (saison 16, épisode 4)
- 2020-2021 : Scissor Seven : Michelangelo Qiang
- depuis 2020 : Solar Opposites : Terry[n 36]
- 2021 : Lama'scarade : le proviseur Klaus et voix additionnelles
- 2021 : Olaf présente (en) : Sven (mini-série)
- 2021 : À découper suivant les pointillés : Zero, Sarah et voix additionnelles
- 2021 : Edens Zero : Spider / Jamirov
- 2021 : Saturday Morning All Star Hits! (en) : Skipper et Trevor[n 37], Bruce Chandling, Pinceau, P'tit Bruce, Ethan et voix additionnelles
- depuis 2021 : Link Click : Cheng Xiaoshi
- 2022 : Cyberpunk: Edgerunners : Julio et voix additionnelles
- 2022 : Little Demon : voix additionnelles
- 2022 : The Boys présentent : Les Diaboliques : O. D.[n 38]
- depuis 2022 : La Légende de Vox Machina : Vax'ildan « Vax » Vessar
- depuis 2022 : Chainsaw Man : Denji
- depuis 2022 : Batwheels : Farceur
- 2023 : Maniac par Junji Itō : Anthologie Macabre : Docteur et Yamaoka
- 2023 : Agent Elvis : voix additionnelles
- 2023 : Kiff : Barry
- 2023 : Mulligan (en) : Matty
- 2023 : Ce monde ne m'aura pas : Zero
- 2023 : Bleach: Thousand-Year Blood War : Askin Nakk Le Vaar
- 2023 : Les Carnets de l'Apothicaire : Lihaku
- 2023 : Diable malgré lui : Stan
- 2024 : Dépravé : Tam (création de voix)
- 2024 : Wakfu : Efrim et voix additionnelles (création de voix, saison 4)
- 2024 : Le Deuxième Meilleur Hôpital de la Galaxie : Dr Plowp[n 38]
- 2024 : PotoBot : PotoBot (création de voix)
- 2024 : Rêves Productions (en) : le petit-ami canadien (mini-série)
- 2025 : Gagné ou Perdu (en) : Tom (mini-série)
- 2025 : #1 Happy Family USA (en) : Dr Riley[n 38]

### Jeux vidéo
- 2000 : Donald Duck Couak Attack : Loulou
- 2002 : Kingdom Hearts : Sora[15]
- 2002 : Le Seigneur des anneaux : Les Deux Tours : Frodon Sacquet
- 2004 : Titeuf : Méga-Compet' : Titeuf, Hugo et le grand Diego
- 2006 : Kingdom Hearts 2 : Sora
- 2006 : Psychonauts : Raz
- 2006 : Cars : Quatre Roues : DJ
- 2007 : Need for Speed: ProStreet : le DJ
- 2008 : Jumper: Griffin's Story : Griffin
- 2008 : Madagascar 2 : Melman la girafe
- 2008 : Mon cheval et moi 2 : Brandon
- 2009 : Operation Flashpoint: Dragon Rising : le soldat
- 2009 : Mini Ninjas : Hiro
- 2009 : Bakugan: Battle Brawlers : Marduk
- 2009 : Dragon Age: Origins : voix additionnelles
- 2009 : Aion: The Tower of Eternity : les Téléporteurs (PNJ)
- 2009 : Assassin's Creed II : Bernado di Bandino Baroncelli
- 2010 : STALKER: Call of Pripyat : Nitro et Noah
- 2010 : Mafia II : Marty
- 2010 : Dance Central : Mo
- 2010 : Batman : L'Alliance des héros : Green Arrow et Guy Gardner
- 2010 : Skate 3 : Eric Koston
- 2011 : Star Wars: The Old Republic : PNJ
- 2011 : Battlefield 3 : voix additionnelles
- 2011 : Dance Central 2 : Mo
- 2011 : Phinéas et Ferb, le film : Voyage dans la 2e dimension : Phinéas
- 2012 : The Amazing Spider-Man : le narrateur
- 2012 : Sorcery : Finn
- 2012 : Call of Duty: Black Ops II : Marlton Johnson
- 2012 : Inazuma Eleven 2 : Xene et Scotty
- 2012 : Fable: The Journey : Gabriel
- 2013 : Lego Batman 2: DC Super Heroes : Robin
- 2013 : Dead Space 3 : Tucker Edwards
- 2013 : BioShock Infinite : voix additionnelles
- 2013 : Lego Marvel Super Heroes : Peter Parker / Spider-Man et Johnny Storm / la Torche humaine
- 2013 : Disney Infinity : voix off, Terri Perry, Phinéas Flynn
- 2013 : The Last of Us : un des soldats équipé d'un masque à gaz
- 2013 : Dead Rising 3 : Hunter
- 2014 : Watch Dogs : voix additionnelles
- 2014 : Professeur Layton vs. Phoenix Wright: Ace Attorney : Phoenix Wright, Thibault Gaus
- 2014 : La Grande Aventure Lego, le jeu vidéo : Emmet
- 2014 : Infamous: Second Son : Delsin Rowe[n 39],[15]
- 2014 : Monopoly Family Fun Pack : voix additionnelles
- 2014 : Disney Infinity 2.0: Marvel Super Heroes : voix off
- 2014 : Lego Batman 3 : Au-delà de Gotham : Robin
- 2014 : Lego Ninjago: Nindroids : Kai
- 2015 : Disney Infinity 3.0 : voix off
- 2015-2017 : Lego Dimensions : Emmet, Robin, l'Homme Mystère et Norbert Dragonneau (personnage du film Les Animaux fantastiques)
- 2015 : Fallout 4 : Travis (Radio Diamond City)
- 2015 : Lego Ninjago : L'Ombre de Ronin : Kai
- 2015 : Need For Speed : Le passager au début du jeu
- 2015 : Star Wars Battlefront : Rouge Quatre (DLC : Rogue One: VR Mission)
- 2016 : Lego Marvel's Avengers : Quicksilver
- 2016 : Tom Clancy's The Division : voix additionnelles
- 2016 : Overwatch : Lúcio
- 2016 : Mirror's Edge Catalyst : Icarus
- 2017 : Heroes of the Storm : Lúcio
- 2017 : Tom Clancy's Ghost Recon Wildlands : Weaver
- 2017 : The Legend of Zelda: Breath of the Wild : Yunobo
- 2017 : Lego Marvel Super Heroes 2 : Peter Parker / Spider-Man et Kid Colt
- 2017 : Lego Ninjago, le film : Le Jeu vidéo : Kaï
- 2017 : Need for Speed Payback : Tyler Morgan[31]
- 2018 : Detroit: Become Human : Connor
- 2018 : WarioWare Gold : Young Cricket, Ben le journaliste, Matt le ninja et Spitz
- 2018 : Marvel's Spider-Man : Peter Parker / Spider-Man[n 40]
- 2019 : Tom Clancy's The Division 2 : l'animateur radio
- 2019 : World of Warcraft: Battle for Azeroth : Poën Seldemer, Durotan
- 2019 : Call of Duty: Black Ops IIII : Marlton Johnson
- 2019 : Tom Clancy's Ghost Recon Breakpoint : Weaver
- 2019 : Astérix et Obélix XXL 3 : Le Menhir de cristal : les romains
- 2020 : The Last of Us Part II : voix additionnelles (le palefrenier, membre de la WLF, etc.)
- 2020 : No Straight Roads : Zuke
- 2020 : Marvel's Spider-Man: Miles Morales : Peter Parker / Spider-Man[n 40]
- 2020 : Hyrule Warriors : L'Ère du Fléau : Yunobo, Rito et voix additionnelles (guerrier Zora, etc.)
- 2021 : Watch Dogs: Bloodline : Thomas Rempart
- 2021 : WarioWare: Get it Together! : Young Cricket et Spitz
- 2022 : Disney Dreamlight Valley : Kristoff
- 2022 : Overwatch 2 : Lúcio
- 2022 : Marvel's Midnight Suns : Peter Parker / Spider-Man[n 40]
- 2023 : The Legend of Zelda: Tears of the Kingdom : Yunobo
- 2023 : Cyberpunk 2077 : Phantom Liberty : Aymeric Cassell
- 2023 : PAW Patrol World - La Pat' Patrouille : Jake
- 2023 : Marvel's Spider-Man 2 : Peter Parker / Spider-Man[n 40]
- 2023 : WarioWare: Move It! : Young Cricket et Spitz
- 2023 : Flashback 2 : Conrad B. Hart
- 2024 : Suicide Squad: Kill the Justice League : Lex Luthor

### Web-séries
- 2018 : L'Épopée temporelle : Joel, le commissaire de bord du « Titanic » (saison 2, épisode 2) et un esclave Romain (saison 2, épisode 5)
- 2018 : Noob : Sparadrap lorsqu'il utilise un modificateur de voix pour faire de la pub à un équipementier e-sport de la série (saison 9)
- 2020 : La Petite Mort de Davy Mourier : Ludovic adulte (saison 3, épisode 5)

### Fictions audio
- 2020 : Jazz Maynard : Téo, le meilleur ami du héros Jazz Maynard
- 2020 : Brooklyn 62nd : Will, le fils du lieutenant Kotchenko (épisode 1)
- 2021 : Lanfeust de Troy : Lanfeust (Bande dessinée audio)

### Sagas MP3
- 2022-2023 : La Mémoire Arrangée : André Garde-champs

### Direction artistique

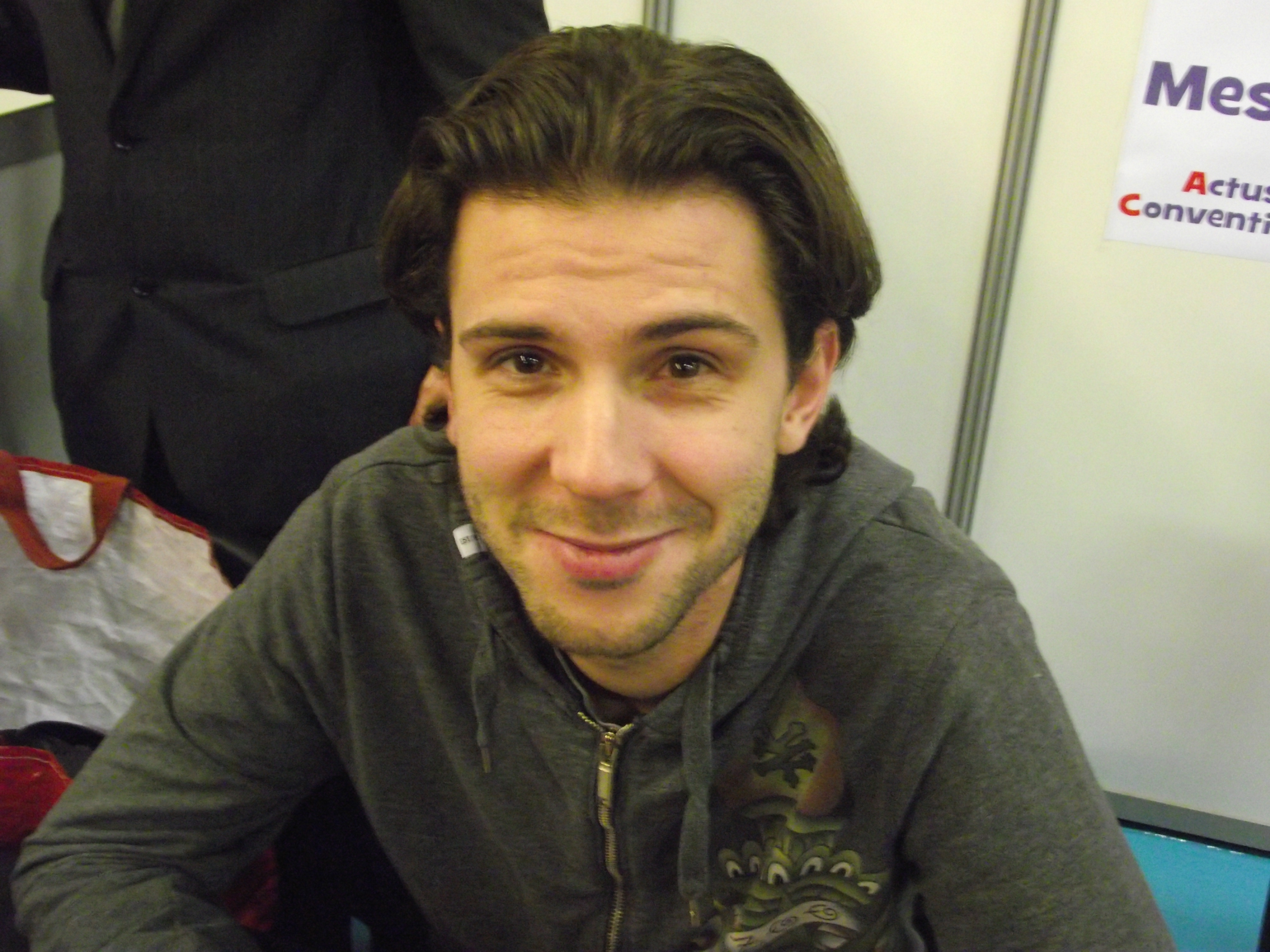
Donald Reignoux en dédicace à Paris Manga, le 9 février 2012.

Note : Les dates en italique correspondent aux sorties initiales des films dont Donald Reignoux a assuré le redoublage ou le doublage tardif.

#### Films
- 2006 : Jackass: Number Two
- 2010 : Jackass 3D
- 2011 : Sket
- 2017 : Star Wars, épisode VIII : Les Derniers Jedi (avec Jean-Pierre Dorat)
- 2018 : Solo: A Star Wars Story (avec Claire Guyot)
- 2021 : Mortal Kombat
- 2022 : Jackass Forever[32]
- 2022 : Jackass 4.5 (avec Benoît Du Pac)
- 2023 : The Flash
- 2023 : Ferrari
- 2025 : Mortal Kombat 2

#### Films d'animation
- 2007[n 41] : Evangelion: 1.0 You Are (Not) Alone (avec Fouzia Youssef-Holland)
- 2009[n 41] : Evangelion: 2.0 You Can (Not) Advance (avec Fouzia Youssef-Holland)
- 2012[n 41] : Evangelion: 3.0 You Can (Not) Redo (avec Fouzia Youssef-Holland)
- 2021 : Evangelion: 3.0+1.0 Thrice Upon a Time (avec Fouzia Youssef-Holland)
- 2023 : Nimona

#### Séries télévisées
- 2021-2023 : Flash (saisons 7 à 9)
- 2024 : Bandits, bandits
- 2025 : Murderbot : Journal d'un AssaSynth (mini-série)
- 2025 : Mythic Quest (saison 4, avec Dorothée Pousséo)

#### Séries d'animation
- 2022 : Le Cuphead Show !
- 2022 : Cyberpunk: Edgerunners
- 2023 : Agent Elvis
- 2023-2024 : Véra

#### Émission
- 2012 : Nitro Circus

#### Jeux vidéo
- 2010 : Skate 3

## Voix-off

### Télévision et émissions
- 2002-2006 : Canal J : Zak et voix-off
- 2005-2025 : NRJ 12 : voix-off
- depuis 2005 : Disney Channel : voix-off
- 2009-2020 : Disney XD : voix-off
- depuis fin 2017 : ES1 : voix-off
- depuis 2023 : Disney Junior : voix-off
- depuis fin 2018 : Présentation du Royal Rumble, du Masterkill et du Qui est le fautif ? (pour le streamer français Gotaga) : voix-off
- 18 mai 2019 : NMT Charles Aznavour (LinksTheSun) : voix-off / héros de Links
- 2020 : Race to Perfection : eux-mêmes (Michael Schumacher, Felipe Massa et Sebastian Vettel) (mini-série)

### Radio
- depuis 2005 : voix-off de la radio NRJ (partagée avec Richard Darbois)

### Vidéos
- 2019 : Safe Code : L'enquête de Micode : voix en début de vidéo
- 2022 : Les meilleurs jeux de récré des 90's de Mcfly et Carlito : voix en début de vidéo et présentateur des jeux

### Publicités
- Playmobil
- Pages Jaunes
- Sonic Boom : Le Feu et la Glace
- Marvel Avengers
- Mini Babybel rouge
- Club Penguin
- Mini Babybel Caractère
- Bop It
- Univers Marvel
- Escape Game
- Boomtrix
- McDonald's
- Afflelou
- Burger King
- Flat Ball
- Tresor X
- Assassin's Creed Odyssey (pub choisir la vie)
- Ma French Bank (2021)
- Amazon
- Gillette (Labs - 2023)
- Nocibé (Black Friday - radio)
- SFR (radio)
- Red Bull (2024)
- X-TRA Total (2024)

### Spectacle Disney sur glace
- 2009 : High School Musical : ?[réf. nécessaire]
- 2012 : Disney on Ice : Andy (personnage de Toy Story)

### Jouets
Il a aussi prêté sa voix à des jouets, notamment la petite voiture Pro du Football, Benji[réf. nécessaire].

## Chansons
- Single KSM (chœurs)
- Générique Christophe Colomb
- Générique Danny Fantôme
- L'Île aux chansons (CD pour enfants)
- Le Top du père Noël (CD pour enfants)
- Le Rap du taupinet tondu : titre tiré de la B. O. de Kim Possible
- Chansons pour les chatons (CD pour enfants)
- Chansons pour les films et séries Disney : James et la Pêche géante, Kim Possible, Phineas et Ferb, Hercule, Pinocchio Steve Baron, etc.)
- Chansons dans Kingdom Hearts II : Viens nager (chœurs), Sous l'océan
- Point d'avenir sans nous (Kristof, La Reine des neiges 2)
- J'ai perdu le nord (La Reine des neiges 2)
- Le chant du renne (La Reine des neiges 1 et 2)
- La Ballade de Flemmingrad (La Reine des neiges : Joyeuses fêtes avec Olaf)
- Mood (Album d' Aquarios) (Voix Off)
- DK West Encounter 1 & 2 (No Straight Roads)